# Pandemia de COVID-19 en Cochabamba (Bolivia)
La pandemia de COVID-19 en Cochabamba, departamento de Bolivia, llegó al el 14 de marzo de 2020. Los primeros casos se detectaron en la ciudad de Cochabamba (capital departamental), siendo así el tercer departamento en registrar casos positivos.

## Antecedentes
El primer paciente positivo en el Departamento de Cochabamba fue un pariente de la mujer que trajo el virus de Italia a Oruro, que llegó desde esa ciudad y es hijo de la mujer de 65 años que vino de Italia trayendo la enfermedad. El hombre fue aislado en un hospital de tercer nivel y el Servicio Departamental de Salud, SEDES, realizó un rastrillaje de los nuevos contactos que tuvo en Cochabamba y si realizó viajes a otras provincias.

## Epidemiología
| Municipios | Municipios       | Casos confirmados | Decesos confirmados | Pacientes Recuperados | Casos Activos |
| ---------- | ---------------- | ----------------- | ------------------- | --------------------- | ------------- |
| 1°         | Cochabamba       | 20 332            | 1 013               | 16 876                | 2 443         |
| 2°         | Quillacollo      | 2 835             | 160                 | 2 260                 | 415           |
| 3°         | Sacaba           | 2 019             | 115                 | 1 579                 | 325           |
| 4°         | Tiquipaya        | 1 014             | 35                  | 746                   | 233           |
| 5°         | Colcapirhua      | 784               | 48                  | 546                   | 190           |
| 6°         | Puerto Villaroel | 541               | 40                  | 483                   | 18            |
| 7°         | Entre Ríos       | 501               | 48                  | 414                   | 39            |
| 8°         | Vinto            | 527               | 50                  | 405                   | 72            |
| 9°         | Punata           | 456               | 37                  | 402                   | 17            |
| 10°        | Sipe Sipe        | 417               | 25                  | 353                   | 39            |
| 11°        | Shinahota        | 323               | 15                  | 261                   | 47            |
| 12°        | Villa Tunari     | 315               | 22                  | 249                   | 44            |
| 13°        | Chimoré          | 277               | 13                  | 201                   | 63            |
| 14°        | San Benito       | 220               | 11                  | 189                   | 20            |
| 15°        | Aiquile          | 210               | 11                  | 180                   | 19            |
| 16°        | Mizque           | 187               | 7                   | 172                   | 8             |
| 17°        | Cliza            | 229               | 12                  | 167                   | 50            |
| 18°        | Capinota         | 153               | 9                   | 123                   | 21            |
| 19°        | Araní            | 106               | 10                  | 96                    | 0             |
| 20°        | Tolata           | 118               | 5                   | 92                    | 21            |
| 21°        | Tarata           | 123               | 11                  | 83                    | 29            |
| 22°        | Totora           | 72                | 1                   | 67                    | 4             |
| 23°        | Santivañez       | 96                | 2                   | 66                    | 28            |
| 24°        | Colomi           | 87                | 6                   | 63                    | 18            |
| 25°        | Arbieto          | 77                | 7                   | 54                    | 16            |
| 26°        | Ayopaya          | 49                | 3                   | 44                    | 2             |
| 27°        | Toco             | 47                | 3                   | 37                    | 7             |
| 28°        | Pocona           | 43                | 1                   | 35                    | 7             |
| 29°        | Anzaldo          | 28                | 0                   | 28                    | 0             |
| 30°        | Villa Rivero     | 29                | 2                   | 20                    | 7             |
| 31°        | Tapacarí         | 23                | 5                   | 17                    | 1             |
| 32°        | Tiraque          | 23                | 5                   | 16                    | 2             |
| 33°        | Omereque         | 20                | 2                   | 18                    | 0             |
| 34°        | Pasorapa         | 32                | 1                   | 25                    | 6             |
| 35°        | Vacas            | 19                | 2                   | 17                    | 0             |
| 36°        | Pojo             | 18                | 0                   | 18                    | 0             |
| 37°        | Sicaya           | 8                 | 0                   | 8                     | 0             |
| 38°        | Bolívar          | 6                 | 0                   | 6                     | 0             |
| 39°        | Tacopaya         | 11                | 0                   | 7                     | 4             |
| 40°        | Arque            | 4                 | 3                   | 1                     | 0             |
| 41°        | Vila Vila        | 5                 | 0                   | 5                     | 0             |
| 42°        | Cuchumuela       | 5                 | 0                   | 5                     | 0             |
| 43°        | Cocapata         | 2                 | 1                   | 1                     | 0             |
| 44°        | Morochata        | 1                 | 1                   | 0                     | 0             |
| 45°        | Sacabamba        | 6                 | 0                   | 1                     | 5             |
| 46°        | Tacachi          | 1                 | 1                   | 0                     | 0             |
| 47°        | Importados       | 89                | 17                  | 65                    | 7             |
| Total      | Total            | 32 488            | 1 760               | 26 501                | 4 227         |